# Bludán
Bludán (pronunciado /bluːˈdaːn/, en árabe بلودان), también conocida como Bloudan, es un pueblo cercano a Damasco y rozando la frontera con el Líbano, en la gobernación de la Campiña de Damasco, en Siria. Su población es mayoritariamente cristiana ortodoxa, concretamente de la iglesia de Antioquía, aunque también hay una importante minoría de cristianos protestantes y musulmanes suníes.
Bludán se ubica en una colina cercana Alzabadani, en el valle del río Barada. Está rodeado de bosques y en invierno suele nevar. Solía ser un destino turístico para la aristocracia damasquina, e incluso antes de la guerra lo era también para los árabes del golfo

## Etimología
El nombre actual, Bludán, se deriva del nombre arameo Bil-dan, lo que significa el lugar del dios Baal. Bludán también se conoce como la «tierra de almendras», ya que sus bosques están dominados por almendros.

## Historia

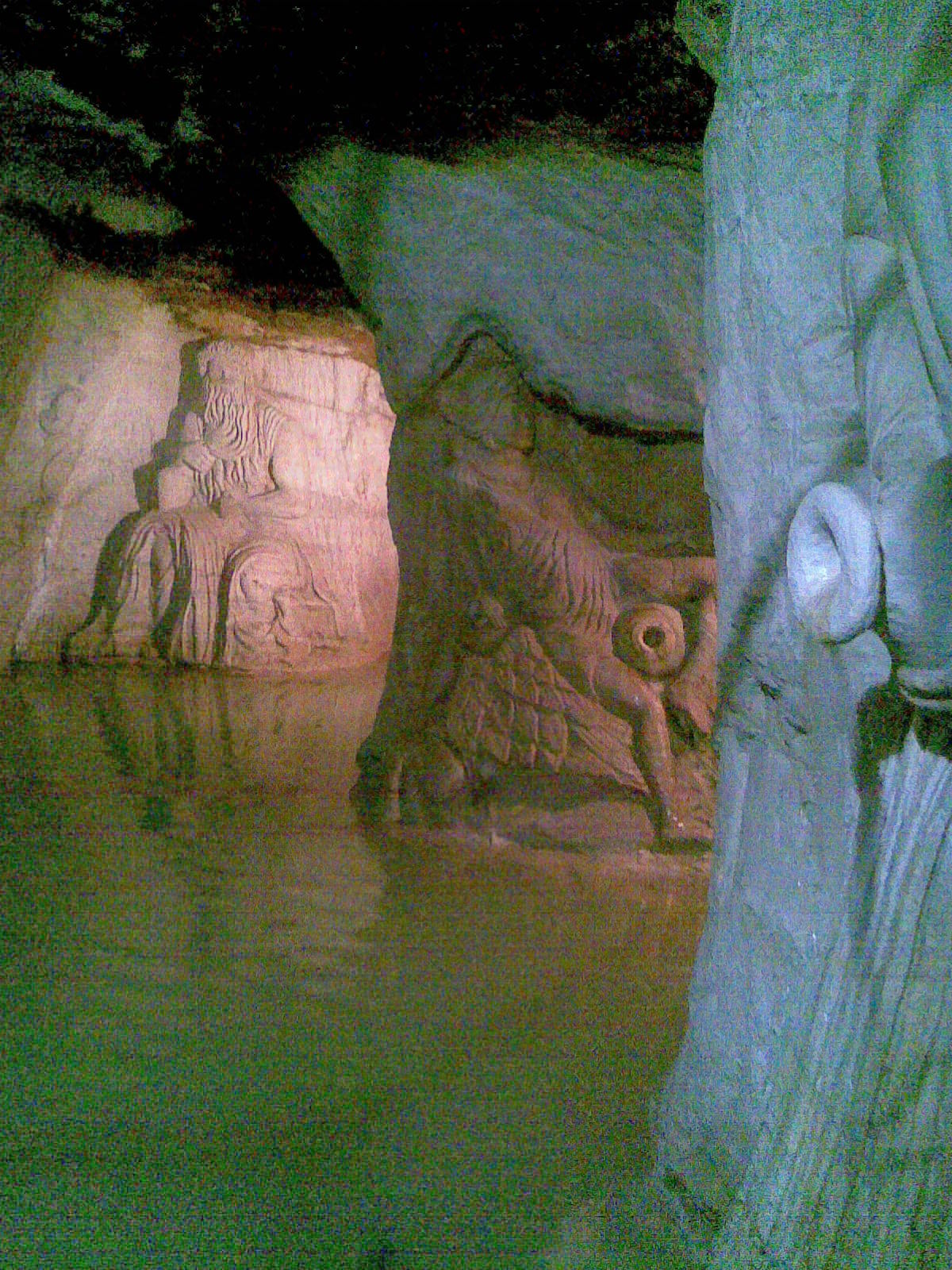
Grotto de Bludán

Se tiene constancia de Bludán desde ya en época romana. Al sur de la población se encuentra el grotto de Bludán, una cueva visitable con diversos relieves cristianos del periodo clásico. También hay diversos monasterios ortodoxos y la iglesia de San Jorge de Bludán.
A pesar de su humilde tamaño poblacional, Bludán es conocida por acoger la Conferencia de Bludán, en el Hotel Great Bloudan, en 1937.
En los últimos años la Bludán antigua, casas cristianas con siglos de antigüedad, ha dado paso a grandes casas modernas de clase alta. Aun quedan vestigios en el histórico barrio de Alwadi mar 'iilyas (valle de San Elías). Actualmente, la guerra civil siria no ha llegado físicamente a Bludán aunque sí a la vecina Zabadani. Al ser el turismo la principal fuente de ingresos del pueblo, la economía de Bludán se encuentra totalmente estancada.

## Clima
Bludán tiene un clima mediterráneo (según la clasificación climática de Köppen Csb) con un promedio anual de -11 °C y una abundante precipitación anual (tanto en forma de nieve como de lluvia) con un promedio de 690 milímetros. Al ser unos 1000 metros más alto que el centro de la ciudad de Damasco que Bloudan y otros asentamientos en sus alrededores son buscados por aquellos que quieren escapar del clima árido y caliente de la capital. Los veranos en Bloudan son largos, secos y frescos, mientras que la temporada de invierno tiene tres meses de duración con fuertes lluvias y nieve.
| Parámetros climáticos promedio de Bludán | Parámetros climáticos promedio de Bludán | Parámetros climáticos promedio de Bludán | Parámetros climáticos promedio de Bludán | Parámetros climáticos promedio de Bludán | Parámetros climáticos promedio de Bludán | Parámetros climáticos promedio de Bludán | Parámetros climáticos promedio de Bludán | Parámetros climáticos promedio de Bludán | Parámetros climáticos promedio de Bludán | Parámetros climáticos promedio de Bludán | Parámetros climáticos promedio de Bludán | Parámetros climáticos promedio de Bludán | Parámetros climáticos promedio de Bludán |
| Mes                                      | Ene.                                     | Feb.                                     | Mar.                                     | Abr.                                     | May.                                     | Jun.                                     | Jul.                                     | Ago.                                     | Sep.                                     | Oct.                                     | Nov.                                     | Dic.                                     | Anual                                    |
| ---------------------------------------- | ---------------------------------------- | ---------------------------------------- | ---------------------------------------- | ---------------------------------------- | ---------------------------------------- | ---------------------------------------- | ---------------------------------------- | ---------------------------------------- | ---------------------------------------- | ---------------------------------------- | ---------------------------------------- | ---------------------------------------- | ---------------------------------------- |
| Temp. máx. media (°C)                    | 5.7                                      | 6.2                                      | 9.6                                      | 13.5                                     | 18.2                                     | 22.3                                     | 24.3                                     | 25.0                                     | 23.6                                     | 19.0                                     | 13.1                                     | 6.8                                      | 15.6                                     |
| Temp. media (°C)                         | 1.9                                      | 2.3                                      | 5.1                                      | 8.8                                      | 12.8                                     | 16.9                                     | 18.7                                     | 19.4                                     | 17.6                                     | 13.5                                     | 8.8                                      | 3.4                                      | 10.8                                     |
| Temp. mín. media (°C)                    | -1.9                                     | -1.5                                     | 0.7                                      | 4.2                                      | 7.5                                      | 11.5                                     | 13.2                                     | 13.9                                     | 11.6                                     | 8.1                                      | 4.6                                      | 0.0                                      | 6.0                                      |
| Precipitación total (mm)                 | 153                                      | 127                                      | 105                                      | 46                                       | 23                                       | 1                                        | 0                                        | 0                                        | 2                                        | 27                                       | 71                                       | 135                                      | 690                                      |
| Fuente: climate-data.org                 |                                          |                                          |                                          |                                          |                                          |                                          |                                          |                                          |                                          |                                          |                                          |                                          |                                          |